# Vertigo paradoxa
Vertigo paradoxa är en snäckart som beskrevs av Sterki 1900. Vertigo paradoxa ingår i släktet Vertigo och familjen puppsnäckor. IUCN kategoriserar arten globalt som otillräckligt studerad. Inga underarter finns listade i Catalogue of Life.